# 商品開発
商品開発（しょうひんかいはつ、英: Product development）は商品や製品を開発する業務・プロセスである。製品開発とも。

## 概説
特に新規であることを強調する時には「新商品開発」という言葉が使われることもある。
経営やマーケティングの教科書などに、商品開発の典型的なプロセスが解説されていることもある。（→#プロセス）学術団体については、1951年4月21日、日本商業学会が慶應義塾大学教授向井鹿松を初代会長として設立された。
商品開発のアイディア作成段階からキャッチコピーを作り、そのコピーの魅力度を調査しつつ商品開発の方向を必要に応じて軌道修正する方法なども提案されている。
反社会的な商品や、市場に受け入れられないような商品を開発してしまわないように、社内で商品開発に関する原則を設けている企業もある。例えば花王のそれなどが知られており、同社では社会的有用性、創造性、パフォーマンス・バイ・コスト、流通適合性などの原則（チェック項目）を設定しているという。

## プロセス
商品開発は以下の8つの意思決定プロセスをたどるとされることもある。
1. アイデア創出
2. アイデアスクリーニング
3. コンセプト開発とコンセプトテスト
4. マーケティング戦略の立案
5. 事業分析
6. 製品開発
7. 市場テスト
8. 商品化

最初の6段階で合致しなければ、そのアイデアは捨てられる、ともされる。

### 製品発見
製品発見（英: Product Discovery）は作るべき製品を発見する活動である。市販用製品を製作する市場投入と対比される。
製品のアイデアがあったとき、そのアイデアは想定顧客価値（バリュープロポジション）・量産プラン・ビジネスプランなどからなる。製品発見はこれらアイデア・仮説を量産前に検証し作るべきか作らざるべきか確定する活動である。
製品発見の目的は「作るべき製品の確定」「浪費の防止」「アイディエーションの学び」である。作る製品があってはじめて顧客価値と事業価値を生み出せ、作らざるべき製品を避けることで効率の良い価値提供が可能になる。根底にある思想は「リスクは最初に取り組む」である。また次の仮説構築に利用できる学びを得られる。
製品発見せずに市場投入する、すなわち検証をおこなわずに量産製品を製造・販売した場合、資源（時間・資本・人）を浪費する危険性がある。浪費を引き起こす大きなリスクとしては以下が挙げられる。
- 顧客価値: バリュープロポジションと実際の顧客価値が一致しない
  - 効用: 製品を使う利点を感じない
    - ニーズ: 重要でない問題を解いている
    - 解決策: 問題を解決できない策を提案している（的外れの解決策）

  - 費用: 製品の負担が大きすぎる
    - ユーザビリティ: 製品をうまく使いこなせない
- 実現可能性: 技術・制約の壁にぶつかり市場投入が完遂できない
- 事業実現性: 市場投入をしてもビジネス上の利益が得られない

製品発見は市場投入無しでリスクを検証できる点が肝要である。ゆえに製品発見のために市場投入と同等のコストがかかっては意味がない。製品発見は早期・高速・安価・少人数であることが重要である。そのためプロトタイプ/MVP を迅速に作成し素早く検証をおこなう（使い終わったら捨てる）。プロトタイプの最小サイズは検証したい仮説に依るため（c.f. MVP#Minimum）、検証あわせ様々な技法が利用される。
製品はユーザーが選び利用するものである。ゆえに価値・ユーザビリティの検証はユーザーテスト・市場テストで検証されなければならない（c.f. MVP#Product）。実現可能性の検証は概念実証/PoCとも呼ばれる。
製品発見を担うのはプロダクトマネジメント・UXデザイン・エンジニアリングのロールからなるチームである。なぜなら多くの製品で機能・デザイン・技術は絡み合っており総合的に設計する必要があるからである。

## 職種
ある程度以上の規模の企業になると商品開発の専任者が配置されていることも多い。業界にもよるが、「商品開発」はひとつの専門職・職種として成立しており、企業で経験者が募集されていることもある。

## 関連文献
- 延岡 健太郎『製品開発の知識』日経文庫、2002年
- 浅田 和実『図解でわかる商品開発マーケティング―小ヒット&ロングセラー商品を生み出すマーケティング・ノウハウ』日本能率協会マネジメントセンター、2006年
- 延岡健太郎、藤本隆宏「製品開発の組織能力：日本自動車企業の国際競争力」 RIETI・ディスカッション・ペーパー・シリーズ